# Linia kolejowa Lwów – Zdołbunów
Linia kolejowa Lwów – Zdołbunów – zelektryfikowana, dwutorowa magistralna linia kolejowa na Ukrainie. Linia łączy Lwów Główny ze stacją Zdołbunów. Obsługiwana przez ukraińskie koleje państwowe, a dokładniej jeden z ich oddziałów kolej Lwowską.

## Historia
Południowo-zachodni odcinek linii kolejowej pomiędzy Lwowem a Brodami o długości 86 km został oddany do użytku 12 lipca 1869 roku przez Kolej galicyjską im. Karola Ludwika. Koncesję dla leżącej wówczas w austriackiej Galicji przyznano już w dniu 15 maja 1867 roku.
Budowana po stronie rosyjskiej trasa Berdyczów–Radziwiłłów została ukończona w 1874 roku, a jednotorowe połączenie do granicy było gotowe już 28 sierpnia 1873 roku. Pomiędzy obiema stacjami granicznymi ułożono dwa tory, jeden standardowy (1435 mm) oraz drugi o rozstawie rosyjskim (1520 mm).
Dwie odnogi do Krzemieńca i cukrowni w Mizoczu zostały zbudowane przed I wojną światową przez Koleje Rosyjskie i istnieją do dziś. Po zakończeniu I wojny światowej linia została przejęta przez PKP.
Po zajęciu wschodniej polski przez ZSRR na początku II wojny światowej w 1939 roku linia weszła w posiadanie kolei radzieckich, która natychmiast rozpoczęła przekuwanie toru na rozstaw rosyjski. W 1941 roku po ataku Niemiec na ZSRR proces został odwrócony. Po zakończeniu wojny, regiony te stały się częścią Ukraińskiej SRR w Związku Radzieckim w związku z czym zmieniono rozstaw szyn na całej linii na 1520 mm.